# Gastone Moschin
Gastone Moschin (San Giovanni Lupatoto, 8 juni 1929 – Terni, 4 september 2017) was een Italiaans acteur.

## Loopbaan
Moschin begon zijn loopbaan in de jaren '50 als theateracteur, eerst in het Stable Theater in Genua en vervolgens in het "Piccolo Teatro" in Milaan. Moschin begon toen ook in films op te treden, als La rivale (1955) and L'audace colpo dei soliti ignoti (1959). In 1965 trad hij op in Pietro Germis Signori e signore en in 1968 speelde hij in Sette volte sette. Hij speelde met Barbara Bouchet in Milano Calibro 9 uit 1972. Zijn meest bekende rol was deze van Rambaldo Melandri in de reeks Amici miei (1975-1985). Moschin speelde ook mee in Francis Ford Coppola's The Godfather Part II, als Don Fanucci.
Hij stierf in 2017 op 88-jarige leeftijd.

## Filmografie

### Cinema
- La rivale (1955)
- Audace colpo dei soliti ignoti (1960)
- Che gioia vivere (1961)
- Gli anni ruggenti (1962)
- Tiro al piccione (1962)
- Il successo (1963)
- La rimpatriata (1963)
- L'amore difficile (1963)
- Il fornaretto di Venezia (1963)
- La visita (1963)
- Extraconiugale (1964)
- Il vendicatore mascherato (1964)
- Amore in quattro dimensioni (1964)
- I cento cavalieri (1964)
- Le stagioni del nostro amore (1965)
- Signore & signori (1965)
- Berlino - Appuntamento per le spie (1965)
- Sette uomini d'oro (1965)
- Il grande colpo dei sette uomini d'oro (1965)
- Ray Master l'inafferrabile (1966)
- Due killers in fuga (1966)
- Le fate (1966)
- Top Crack (1966)
- L'amore attraverso i secoli (1967)
- L'harem (1967)
- La moglie giapponese (1968)
- Sette volte sette (1968)
- Italian Secret Service (1968)
- La notte è fatta per... rubare (1968)
- Sissignore (1968)
- Dove vai tutta nuda? (1969)
- Gli specialisti (1969)
- Il conformista (1970)
- L'inafferrabile invincibile Mr. Invisibile (1970)
- Concerto per pistola solista (1970)
- Ninì Tirabusciò: la donna che inventò la mossa (1971)
- Mio padre Monsignore (1971)
- Io non vedo, tu non parli, lui non sente (1971)
- Stanza 17-17 palazzo delle tasse, ufficio imposte (1971)
- Roma bene (1971)
- La violenza: Quinto potere (1972)
- Fiorina la vacca (1972)
- Causa di divozio (1972)
- Milano calibro 9 (1972)
- Don Camillo e i giovani d'oggi (1972)
- Paolo il caldo (1973)
- Il Delitto Matteotti (1973)
- L'erotomane (1974)
- E cominciò il viaggio nella vertigine (1974)
- Squadra volante (1974)
- Commissariato di notturna (1974)
- The Godfather: Part II (1974)
- Amici miei (1975)
- Una donna alla finestra (1976)
- Poliziotto senza paura (1977)
- Mogliamante (1977)
- Si salvi chi vuole (1980)
- La compagna di viaggio (1980)
- Carlotta (1981)
- Lion of the Desert (1981)
- Amici miei atto II (1982)
- Scherzo del destino in agguato dietro l'angolo come un brigante da strada (1983)
- Senza un attimo di respiro (1983)
- Amici miei atto III (1985)
- Una spina nel cuore (1986)
- Rimini, Rimini - un anno dopo (1987)
- Com'è dura l'avventura (1988)
- Donne con le gonne (1991)
- Non chiamarmi Omar (1992)
- La grande quercia (1996)
- I magi randagi (1996)
- Porzûs (1997)

### Televisie
- Racconti garibaldini (1960)
- Operazione Vega (1962)
- Il mulino del Po (1963)
- I Miserabili (1964)
- Una coccarda per il re (1970)
- La morte di Danton (1972)
- Le colonne della società (1972)
- Rosso veneziano (1976)
- Le uova fatali (1977)
- The Godfather: A Novel for Television (1977, uncredited)
- I racconti fantastici di Edgar Allan Poe (1979)
- L'Andreana (1982)
- Melodramma (1984)
- Nel gorgo del peccato (1987)
- Les Ritals (1991)
- L'avvocato delle donne (1996, episode "Laura")
- Don Matteo (1999)
- Sei forte Maestro (2000)
- Don Matteo 2 (2001)
- Sei forte, Maestro 2 (2001)

- Biblioteca Nacional de España: XX1568145
- Bibliothèque nationale de France: cb142090038 (data)
- Gemeinsame Normdatei: 1061814866
- International Standard Name Identifier: 0000 0001 1471 9946
- Library of Congress Control Number: nr2005026169
- Nationale bibliotheek van Australië: 35216337
- Nationale Bibliotheek van Israël: 987007317410905171
- Istituto Centrale per il Catalogo Unico: MILV162092
- Système universitaire de documentation: 14529921X
- Trove: 869169
- Virtual International Authority File: 46972564
- WorldCat: E39PBJxd3HPKJyvfj3rdWPwHmd